# Nowiny (gmina Żelechlinek)
Nowiny – wieś w Polsce, położona w województwie łódzkim, w powiecie tomaszowskim, w gminie Żelechlinek.
W latach 1975–1998 miejscowość należała administracyjnie do województwa piotrkowskiego.